# Rinse & Repeat
Rinse & Repeat is een nummer van de Britse dj Riton uit 2016, ingezongen door zangeres Kah-Lo.
Het nummer wist de 13e positie te behalen in het Verenigd Koninkrijk. In Nederland behaalde het nummer geen hitlijsten, maar werd het desondanks wel een klein radiohitje. De Vlaamse Ultratop 50 werd wel gehaald, daar haalde het nummer de 42e positie.